# 江田憲司
江田 憲司（えだ けんじ、1956年4月28日 - ）は、日本の政治家、通産官僚。立憲民主党所属の衆議院議員（8期）。
上記役職の他、内閣総理大臣秘書官（政務担当）、衆議院決算行政監視委員長を歴任した。

## 来歴

### 生い立ち
岡山県岡山市生まれ。父は警察官。岡山大学教育学部附属中学校、岡山県立岡山操山高等学校、東京大学法学部第1類（私法コース）卒業。東大在学中は合コンや麻雀に明け暮れていたが、司法試験の論文式試験に合格した。また、国家公務員I種試験にも合格し、省庁訪問をするも大蔵省を忌避して、1979年通商産業省（現経済産業省）に入省した。

### 官僚時代
通産省では大臣官房総務課、生活産業局、資源エネルギー庁等で勤務した。1987年から1年間、アメリカ合衆国ハーバード大学国際問題研究所に留学。通産省に復帰後、1990年から首相官邸に出向して海部内閣・宮澤内閣の下で内閣副参事官を務め、首相の施政方針演説の下書きを担当していた。1992年より再び通産省に復帰し、産業政策局総務課長補佐、経済協力室長を経て、1994年の村山内閣発足により橋本龍太郎通商産業大臣事務秘書官。1996年、橋本内閣発足により内閣総理大臣秘書官（政務担当）に起用され、行財政改革等の構造改革（いわゆる橋本行革）推進の旗振り役を務める。1998年、橋本首相の退陣により通産省へは戻らず、そのまま退官した。退官後はイースト・ウエスト・センターの客員研究員としてハワイで過ごす。

### 自民党での初出馬・客員教授時代
2000年、神奈川2区選出の衆議院議員だった菅義偉の勧めもあり、第42回衆議院議員総選挙に自由民主党公認で神奈川8区から出馬したが、無所属の会前職の中田宏に惨敗。2001年4月より桐蔭横浜大学客員教授、日本環境財団理事を務める。
2002年、中田の横浜市長選挙出馬に伴う神奈川8区補欠選挙に無所属で出馬し、自民党新人の山際大志郎ら4人の対立候補を大差で破り、初当選した。
2003年の第43回衆議院議員総選挙では、神奈川8区で民主党前職の岩國哲人（比例東京ブロックから国替え）に2千票弱の僅差で敗れ、落選した。
2005年の第44回衆議院議員総選挙に神奈川8区から無所属で出馬し、民主党前職の岩國、自民党新人の福田峰之を破り、2年ぶりに国政復帰（岩國、福田はいずれも比例復活）。

### みんなの党結党・幹事長時代
2009年、自民党を離党した渡辺喜美、山内康一、広津素子、民主党を離党した浅尾慶一郎に江田を加えた5人でみんなの党を結党。江田は党務担当役員（パートナー（党務）が正式名称）に起用され、パートナー（党務）の役職は後に幹事長に変更された。2012の途中までは自民党・民主党の第三極として、メディア注目も集まり、党内不和も目立たたなかった。
しかし、2012年に日本維新の会が発足すると第三極としてのメディアの注目はみんなの党から維新の橋下徹大阪市長に移り、更にみんなの党の参議院議員3人が離党して維新へ入党した。同年の衆院選では18議席にとどまり、維新の54議席を大きく下回った。党勢が落ち込むと党内対立が目立つようになる。背景には渡辺と江田の2人が人間的にソリが合わなかったことにあり、結党以前から2人きりで話すことは皆無で意思の疎通も無かった。みんなの党内にも「渡辺派」と「江田派」が生まれており、新人議員の囲い込みが激化し、江田・江田派は党の財布を握る渡辺代表への不満を募らせていった。更に渡辺代表は自民党時代に閣僚として仕えた安倍晋三首相に近く、安倍政権支持率が高いことが続く中、右派路線で党勢を拡大しようとした一方、幹事長だった江田は民主の細野豪志や維新の松野頼久代表らと会合を重ねるなど野党再編路線を取っていた。そのために代表は与党、幹事長は野党と、ツートップが逆の方向を向いている状態だった。

### みんなの党離党、結いの党結成
2013年春ごろから、幹事長の立場で渡辺喜美代表の党運営を批判し、党の政治資金の使途の透明化や参議院議員選挙の公認手続きの明確化を求めていたが、2013年6月の東京都議会議員選挙のころに対立は決定的となり、8月7日のみんなの党両院議員総会で渡辺が江田の幹事長解任を発議し、幹事長を更迭された。江田に近い柿沢未途は離党に追い込まれた。同年12月9日、江田を含むみんなの党所属議員14名が離党届を提出し、江田の離党届は受理されず除名処分が下った。その後、江田を含む離党届を提出した14人に加え、江田が幹事長を解任された際に離党していた柿沢未途が合流して結いの党を結党し、代表に就任した。

### 維新の党

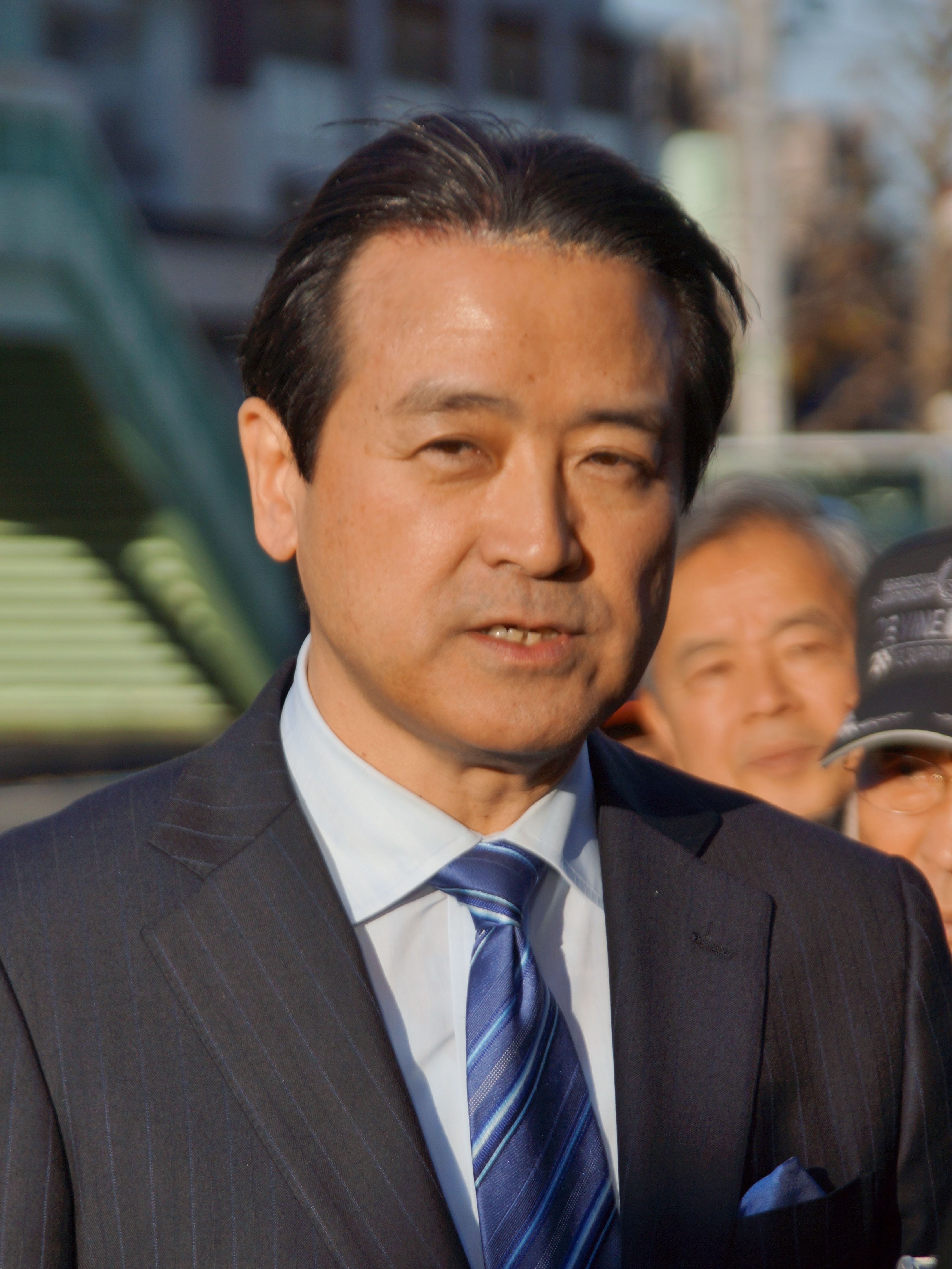
2014年12月3日、若葉駅前にて（歳）

2014年9月、結いの党・日本維新の会の合流による維新の党の結党に参加し、旧日本維新の会代表の橋下徹、旧結いの党代表の江田が、維新の党の共同代表に就任した。同年12月の第47回衆議院議員総選挙では、比例南関東ブロックへの重複立候補を辞退し、維新の党公認で神奈川8区から出馬。自民党前職の福田峰之を4万票超の大差で破り、5選。選挙後、橋下が共同代表を辞任したため、共同代表の役職が廃止され、新設された代表に江田が就任した。
2015年5月17日、維新の党が最大の政治課題に掲げてきた大阪都構想が大阪市特別区設置住民投票で否決され、党最高顧問の橋下徹大阪市長は市長任期を満了したうえでの政界引退を表明。江田も責任を取り、維新の党代表を辞任。5月19日の両院議員総会で、後任に松野頼久幹事長が選出された。

### 民進党合流
2016年3月27日、民主党・維新の党の合流により結党した民進党に参加。結党にあたり、代表代行への就任を打診され、「新党結成を実現させた松野氏が就任すべきだ」として固辞したが、松野が江田を推薦したため、民進党代表代行に就任。2017年3月14日、旧維新の党系議員ら13人で民進党内に新たなグループ（江田グループ）を発足させた。
2017年9月14日、衆議院決算行政監視委員長に内定したが、安倍晋三首相が9月28日召集の臨時国会冒頭で衆議院を解散したため、選任されなかった。
10月22日投開票の第48回衆議院議員総選挙に際し、前原誠司民進党代表が9月27日、民進党を事実上解党し、希望の党からの立候補を容認する方針を表明したが、江田は希望の党への合流や立憲民主党入党を何れも見送り、無所属での立候補を表明。神奈川8区では、自民党前職で現職の内閣府副大臣だった福田峰之（比例復活）が衆院解散直前の9月25日に離党届を提出し、希望の党公認で東京5区に国替えして出馬したため、自民党はかつてみんなの党で江田の同僚だった元職の三谷英弘を神奈川8区で擁立した（なお、三谷は福田が国替えした東京5区からの立候補経験がある）。江田は12年ぶりに無所属で神奈川8区から出馬し、三谷らを破り6選を果たした。

### 無所属の会への参画
当選後の記者会見で、民進党籍を残したまま衆院選に無所属で出馬し、当選した衆議院議員での新たな会派の結成に言及。2017年10月26日、江田を含む衆議院議員13人で院内会派「無所属の会」を結成した（代表は岡田克也）。翌年の2018年12月18日には無所属の会から立憲民主党会派に移籍する意向を明らかにし、2019年1月15日には、立憲民主党会派への入会が承認された。会派名は「立憲民主党・無所属フォーラム（立憲民主党・市民クラブから名称変更）」となり、以後は、会派内グループ「無所属フォーラム」として活動することになる。

### 合流新党「立憲民主党」への参加

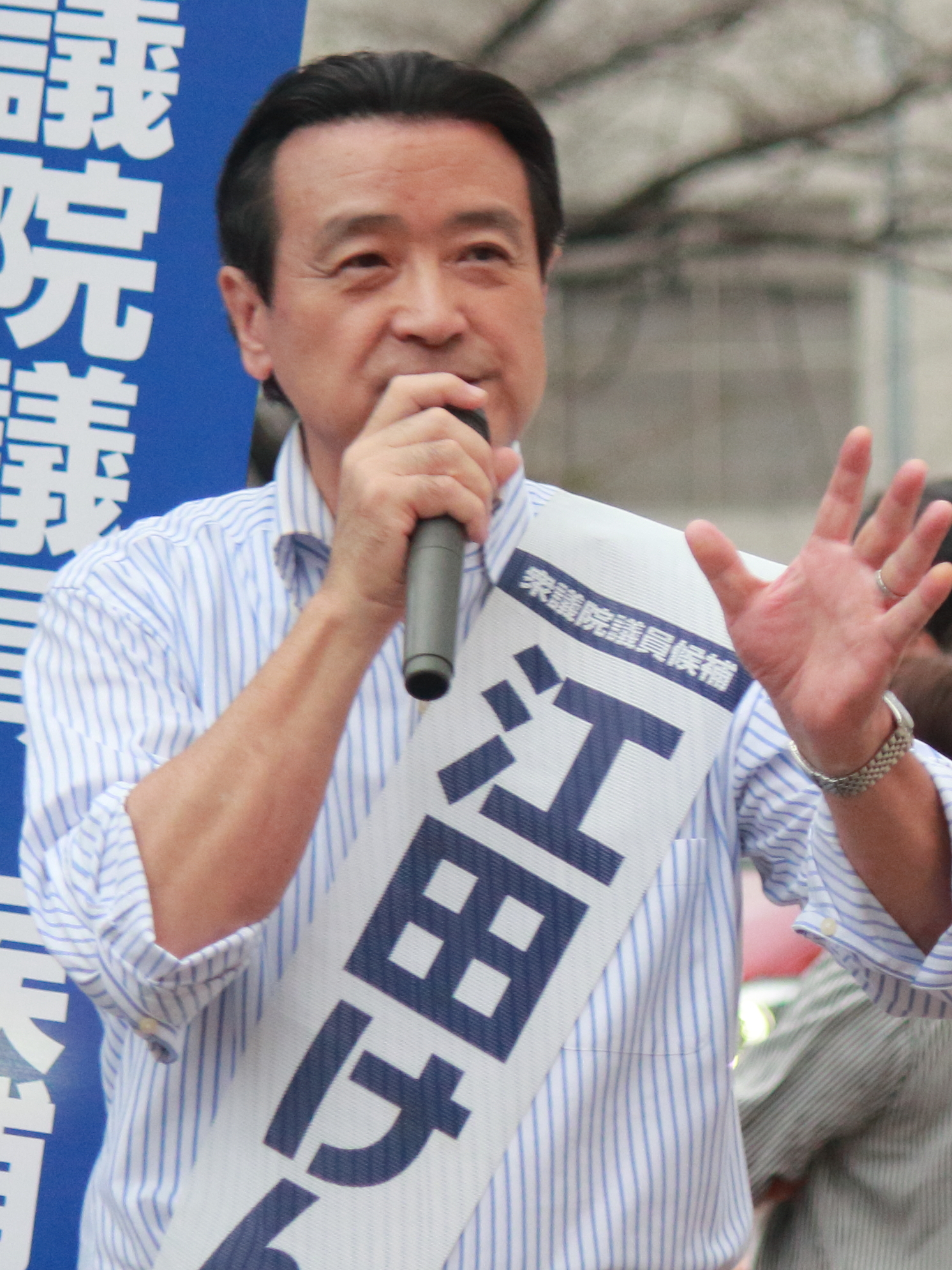
2024年10月19日、たまプラーザ駅前にて（歳）

岡田が率いる無所属フォーラムに籍を置いていた江田だが、2020年8月24日、旧立憲民主党、旧国民民主党、無所属フォーラム、社会保障を立て直す国民会議の4グループは合流新党を結成する基本合意に署名。江田もそれに従い合流新党に参加することとなった。同年9月10日に行われた新「立憲民主党」の代表選挙では枝野幸男の推薦人に名を連ねた。9月15日に立憲民主党は結党大会を行い、江田は代表代行（経済政策担当）に選任された。また、同年9月22日には立憲民主党神奈川県連の結成大会が行われ、江田は最高顧問に就任した。
2021年の横浜市長選挙に際しては、党県連最高顧問として候補者選定を一任され、横浜市立大学教授の山中竹春を擁立。投開票日の8月22日、NHKなど複数のメディアは投票締め切りの午後8時に「山中当選確実」と報道。山中は菅義偉首相が全面支援した小此木八郎らを大差で破り、初当選を果たした。
同年10月31日投開票の衆議院選挙にて、神奈川8区（青葉区・緑区・都筑区の一部）の自民党公認の三谷英弘との一騎打ちを制し7選。
2024年の代表選挙では立候補を模索していたが、立候補に必要な20人の推薦人を集められなかった。告示日当日の9月7日、同じく推薦人を集められなかった吉田晴美と候補者の一本化に合意。江田は立候補を見送り、吉田の推薦人となった。
同年10月27日投開票の第50回衆議院議員総選挙では、三谷を破り8選。

## 政策・主張

### 憲法
- 憲法改正について、2017年の朝日新聞社のアンケートで「どちらかといえば賛成」と回答[47]。2021年の朝日新聞社のアンケートでは「どちらとも言えない」と回答[48]。
- 憲法9条改正について、2017年の毎日新聞社のアンケートで「反対」と回答[49]。9条への自衛隊の明記について、2021年のNHKのアンケートでは回答しなかった[50]。
- 憲法を改正し緊急事態条項を設けることについて、2021年の毎日新聞社のアンケートで選択肢以外の回答をした[51]。
- 自民党が打ち出した、憲法改正論議において環境権、財政規律条項、緊急事態条項の3項目について優先的に議論する方針については「国民的な合意が得やすいところからやっていこうというのは一つのやり方だ」と述べ、理解を示した[52]。
- 2014年5月24日、東京都内で講演した際、合流を志向する日本維新の会・結いの党の間で調整していた共通政策に「自主憲法制定」を盛り込む方針について、結いの党代表として「絶対に駄目だ」と反対を強調し、民主党の一部などを巻き込んだ野党再編の障害になると訴えた[53]。
- 2014年5月12日、BS11のテレビ番組に出演し、自らが代表を務める結いの党及び日本維新の会の合流により結成される新党に関して、「新党の基本政策や綱領に『違うよ』と言って出て行く人は仕方ない」と述べ、憲法改正や集団的自衛権の行使容認をめぐり見解を異にする日本維新の会の所属議員は引き留めない考えを示した。また、集団的自衛権の行使容認について「本当に行使を容認しなければ国民の生活が脅かされるならば考えるが、個別的自衛権の範囲で対応できるのではないか」「意図を持って今は限定と言っているが、将来丸々集団的自衛権を認めたい勢力がいる。この際、蟻の一穴でも開けておこうと思っているのではないか」と述べ、行使容認に慎重な姿勢を示した[54]。

### 外交・安全保障
- 安全保障関連法の成立について、2017年の朝日新聞社のアンケートで「評価しない」と回答[47]。
- 敵基地攻撃能力を持つことについて、2021年の毎日新聞社のアンケートで「反対」と回答[51]。
- 普天間基地の辺野古移設問題について、2021年の毎日新聞社のアンケートで「政府は埋め立てをいったん中断して、沖縄県と話し合うべきだ」と回答[51]。
- 徴用工訴訟などの歴史問題をめぐる日韓の関係悪化についてどう考えるかとの問いに対し、2021年の毎日新聞社のアンケートで「より強い態度で臨む」と回答[51]。
- 非核三原則を堅持することについて、2017年の朝日新聞社のアンケートで「賛成」と回答[47]。

### ジェンダー
- 選択的夫婦別姓制度の導入について、2017年、2021年の朝日新聞社のアンケートで「賛成」と回答[47][48]。
- 同性婚を可能とする法改正について、2021年のNHKのアンケートで「どちらかといえば賛成」と回答[50]。「同性婚を制度として認めるべきだと考るか」との2021年の毎日新聞社のアンケートに対し「認めるべき」と回答[51]。
- 「LGBTなど性的少数者をめぐる理解増進法案を早期に成立させるべきか」との問題提起に対し、2021年の朝日新聞社のアンケートで「賛成」と回答[48]。
- クオータ制の導入について、2021年のNHKのアンケートで「どちらかといえば賛成」と回答[50]。

### 財政
- アベノミクスについて、2017年の朝日新聞社のアンケートで「どちらかといえば評価しない」と回答[47]。
- 大企業や所得の多い人への課税を強化し、国の財源に充てることについて、2021年のNHKのアンケートで「賛成」と回答[50]。
- 消費税率について、「引き下げるべきだ」と2021年の毎日新聞社のアンケートで回答[51]。
- 2014年11月9日、消費税率の10%への引き上げを先送りする方針を決定した安倍晋三首相に対し、「これまでの方針の大転換だから、やはり国民に信を問うべきだ」と述べ、衆議院の解散による総選挙の必要性を主張した[55]。しかし、同年11月21日の衆議院解散後には一転し、「何のための解散なのか、国民そっちのけ解散では？」と、安倍首相による衆議院の解散を批判し出した[56]。
- 2024年12月19日、江田自らが立ち上げた「食料品の消費税ゼロ％を実現する会」設立総会にて「物価高騰が続く当分の間、消費税を0％にすることが最も効果的な施策」と述べた[57]。

### その他
- 原子力発電について、日本に「必要ない」と2021年の毎日新聞社のアンケートで回答[49]。
- 「原子力発電への依存度について今後どうするべきか」との問題提起に対し、2021年のNHKのアンケートで「下げるべき」と回答[50]。
- 安倍内閣による森友学園問題・加計学園問題への対応について、2017年の朝日新聞社のアンケートで「評価しない」と回答[47]。
- 森友学園への国有地売却をめぐる公文書改竄問題で、2021年5月6日、国は「赤木ファイル」の存在を初めて認めた[58]。しかし5月13日、菅義偉首相はファイルの存在を踏まえた再調査を行わない考えを報道各社に書面で示した[59]。9月の自民党総裁選挙で総裁に選出された岸田文雄も10月11日、衆議院本会議の代表質問で再調査の実施を否定した[60]。国の対応をどう考えるかとの同年の毎日新聞社のアンケートに対し「さらに調査や説明をすべきだ」と回答[51]。
- 「ドナルド・トランプ大統領を信頼できるか」との問いに対し、2017年の毎日新聞社のアンケートで「信頼できない」と回答[49]。
- 受動喫煙防止を目的に飲食店等の建物内を原則禁煙とする健康増進法改正に賛成[61]。

## 批判
- 2018年4月6日、自身のTwitterに学校法人森友学園への国有地売却をめぐる問題に関する報道について、「大阪地検の女性特捜部長のリークがどんどん出てくる」と投稿し[62]、ネット上で「ネタ元を明かすのは禁じ手」などの批判が巻き起こった[63]。この報道に対し、江田は同日再びTwitterを更新し、「特捜部の捜査を指揮し、万般の責任を持つのは、トップである「女性特捜部長」であるため、その捜査へのエールも込めて彼女だけを特掲してしまいました。言葉足らずだった点を訂正してお詫びいたします」[64]と釈明するとともに、「あくまでも捜査を応援する趣旨で書いたが、字数の制約がある中で、真意が伝わらなかったのであれば大変遺憾だ」「リーク元の根拠はNHKの報道ぶりや諸情報から判断した」とのコメントを出した[63]。
- 2021年10月28日に立憲民主党代表代行として、『BSフジLIVE プライムニュース』に出演した際、低所得者が積み立てている運用にも同じように課税すると語り、同席していた三浦瑠麗は「民主党時代からの“貯蓄から投資へ”は何だった？所得税が引かれた後のお金で運用した儲けに課税するのは投資のインセにならない。立憲のやることは懲罰的だ」と批判した[65]。ネット上でも、少額投資非課税制度（NISA）・積み立てNISAにも30%の金融所得課税をかけることを表明したとして、個人投資家を増やし「貯蓄から投資へ」の流れを後押ししようと国が始めた非課税制度のために「NISAに課税したらNISAじゃない」と炎上した[65]。29日に自身のFacebookで「課税しようという趣旨ではない」とした上で、「舌足らずの発言で誤解を生じたことについては深くおわびする」と謝罪した[66]。

## 人物
- 趣味は食べ歩き、温泉旅行。議員になる前はテニス、スキー、ゴルフ[3]。
- 家族は妻、2男[3]。

## 選挙歴
| 当落 | 選挙                     | 執行日         | 年齢 | 選挙区    | 政党       | 得票数     | 得票率 | 定数 | 得票順位 /候補者数 | 政党内比例順位 /政党当選者数 |
| ---- | ------------------------ | -------------- | ---- | --------- | ---------- | ---------- | ------ | ---- | ------------------ | ---------------------------- |
| 落   | 第42回衆議院議員総選挙   | 2000年06月25日 | 44   | 神奈川8区 | 自由民主党 | 5万8787票  | 26.88% | 1    | 2/6                | /                            |
| 当   | 第42回衆議院議員補欠選挙 | 2002年10月27日 | 46   | 神奈川8区 | 無所属     | 5万671票   | 40.48% | 1    | 1/5                | /                            |
| 落   | 第43回衆議院議員総選挙   | 2003年11月09日 | 47   | 神奈川8区 | 無所属     | 7万8782票  | 37.74% | 1    | 2/4                | /                            |
| 当   | 第44回衆議院議員総選挙   | 2005年09月11日 | 49   | 神奈川8区 | 無所属     | 8万8098票  | 34.83% | 1    | 1/4                | /                            |
| 当   | 第45回衆議院議員総選挙   | 2009年08月30日 | 53   | 神奈川8区 | みんなの党 | 12万8753票 | 49.14% | 1    | 1/4                | /                            |
| 当   | 第46回衆議院議員総選挙   | 2012年12月16日 | 56   | 神奈川8区 | みんなの党 | 12万7294票 | 54.11% | 1    | 1/4                | /                            |
| 当   | 第47回衆議院議員総選挙   | 2014年12月14日 | 58   | 神奈川8区 | 維新の党   | 11万6189票 | 54.49% | 1    | 1/3                | /                            |
| 当   | 第48回衆議院議員総選挙   | 2017年10月22日 | 61   | 神奈川8区 | 無所属     | 11万9280票 | 54.18% | 1    | 1/4                | /                            |
| 当   | 第49回衆議院議員総選挙   | 2021年10月31日 | 65   | 神奈川8区 | 立憲民主党 | 13万925票  | 52.60% | 1    | 1/2                | /                            |
| 当   | 第50回衆議院議員総選挙   | 2024年10月27日 | 68   | 神奈川8区 | 立憲民主党 | 11万9971票 | 51.41% | 1    | 1/3                | /                            |

## テレビ出演
- 週刊アサ秘ジャーナル（TBS系）
- サンデージャポン（TBS系）
- たかじんのそこまで言って委員会（読売テレビ）
- ビートたけしのTVタックル（テレビ朝日系）
- スッキリ!!（日本テレビ系）
- 太田光の私が総理大臣になったら…秘書田中。（日本テレビ系）
- 朝まで生テレビ!（テレビ朝日系）

## 著書
- 単著
  - 誰のせいで改革を失うのか 新潮社、1999年12月
  - 小泉政治の正体―真の改革者か稀代のペテン師か PHP研究所、2004年10月 ISBN 4569633366
  - 愚直の信念 PHP研究所、2009年4月 ISBN 4569708781
  - 財務省のマインドコントロール 幻冬舎、2012年3月 ISBN 4344021584
- 共著
  - （龍崎孝）首相官邸 文藝春秋、2002年1月 ISBN 4166602225
  - （西野智彦）改革政権が壊れるとき 日経BP、2002年3月 ISBN 4822242471